# أوسفالدو ريوس
بدأ أوسفالدو حياته المهنية كعازف ومغني في بعض الفرق في بلده، وبعد حصوله على شهادته الجامعية في علم النفس عمل كأستاذ
لعلم النفس لبعض السنوات ومن خلالها ساعد في علاج الكثير من المراهقين المحتاجين لإعاده تأهيل.
ونظراً لمظهره الجذاب حصل على عمل كعارض أزياء والتي ساعدته بالتأكيد بعد ذلك على الدخول إلى عالم التمثيل، وكان عمله ما بين
المكسيك وكولومبيا وبورتوريكو.
وقد عرف أوسفالدو بأدواره المميزة في العديد من المسلسلات الناجحة والمشهورة مثل كاسندرا و la viuda de blanco و Zorro: La
Espada y la Rosa و gata salvaje وحاليا هو مشارك في مسلسل corazon salvaje
كان أوسفالدو يواعد المطربة العالمية شاكيرا في عام 1996 ولكن تم انفصالهم
وقد سُجن أوسفالدو عده أشهر عام 2004 لاتهامه بالعنف المنزلي ضد صديقاته وزوجاته.

## الأعمال التلفزية
1. truifo del amor في دور osvaldo sandoval عام 2010
2. Corazon salvaje في دور Juan de Dios San Román عام 2009.
3. Eljuramento في دور Santiago de Landeros عام 2008.
4. Zorro:la espada y la rosa في دور Alejandro de la Vega عام 2007.
5. Angel reblede في دور Alejandro Valderrama عام 2004.
6. Gata salvaje في دور Silvano Santana عام 2002.
7. Abrazame muy fuerte في دور Diego Hernandez عام 2000.
8. Rauzan في دور Sebastian de Mendoza عام 2000.
9. la viuda de blanco في دور Diego Blanco Albarracín عام 1996.
10. Tre destinos في دور Juan Carlos عام 1993.
11. kassandra في دور Ignacio Contreras و luis david contreras عام 1992.
12. amor de nadie عام 1990.

## مواقع خارجية
- أوسفالدو ريوس على موقع IMDb (الإنجليزية)
- أوسفالدو ريوس على موقع ألو سيني (الفرنسية)
- أوسفالدو ريوس على موقع أول موفي (الإنجليزية)
- أوسفالدو ريوس على موقع قاعدة بيانات الفيلم (الإنجليزية)
- أوسفالدو ريوس على موقع كينوبويسك (الروسية)

- الموقع الرسمي بالإنكليزية
- الموقع الرسمي بالإسبانية[وصلة مكسورة]
- حوار تلفزي مع أوسفالدو ريوس